# Rue de Provigny (Cachan)
La rue de Provigny est une voie de communication de Cachan, en France.

## Situation et accès
Cette rue orientée du nord au sud, commence à la limite d'Arcueil, marquée par les aqueducs. Laissant immédiatement sur sa droite la rue du Chemin-de-Fer, elle longe le cimetière et se termine au carrefour de l'avenue Carnot et de la rue Gallieni.

## Origine du nom

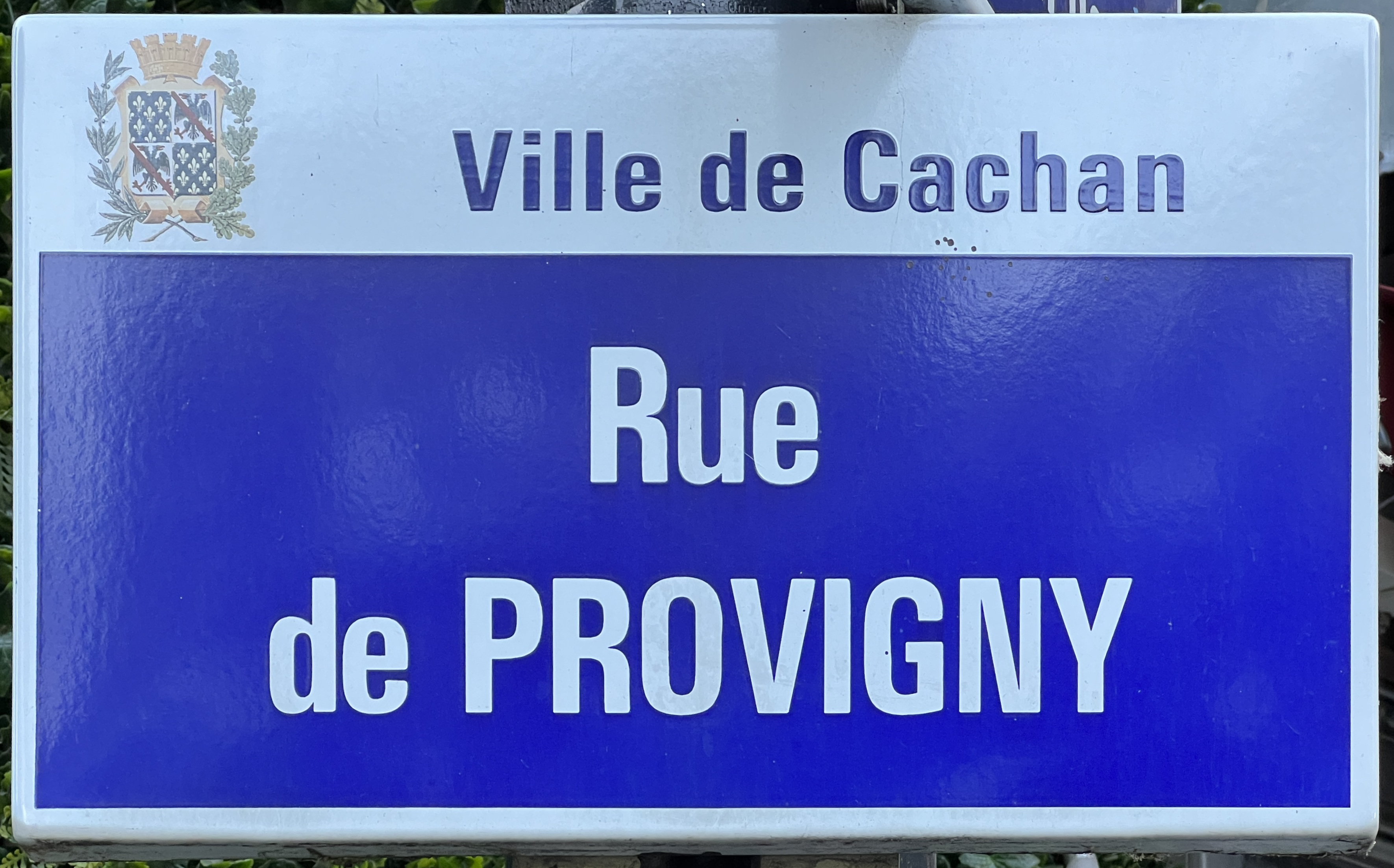
Plaque Rue de Provigny, mai 2022.

Cette rue tient son nom de Palmyre Anaclette Besson, épouse d'Alexandre André de Provigny qui, par un testament du 29 juin 1907, légua sa propriété à l’Assistance Publique. La rue Besson qui, face au boulevard Jacques-Desbrosses, marque l'extremité nord de la rue, perpétue la mémoire de son père, Louis-Édouard Besson, colonel dans la garde nationale.
Elle est desservie par la gare d'Arcueil - Cachan, sur la ligne B du RER d'Île-de-France.

## Historique

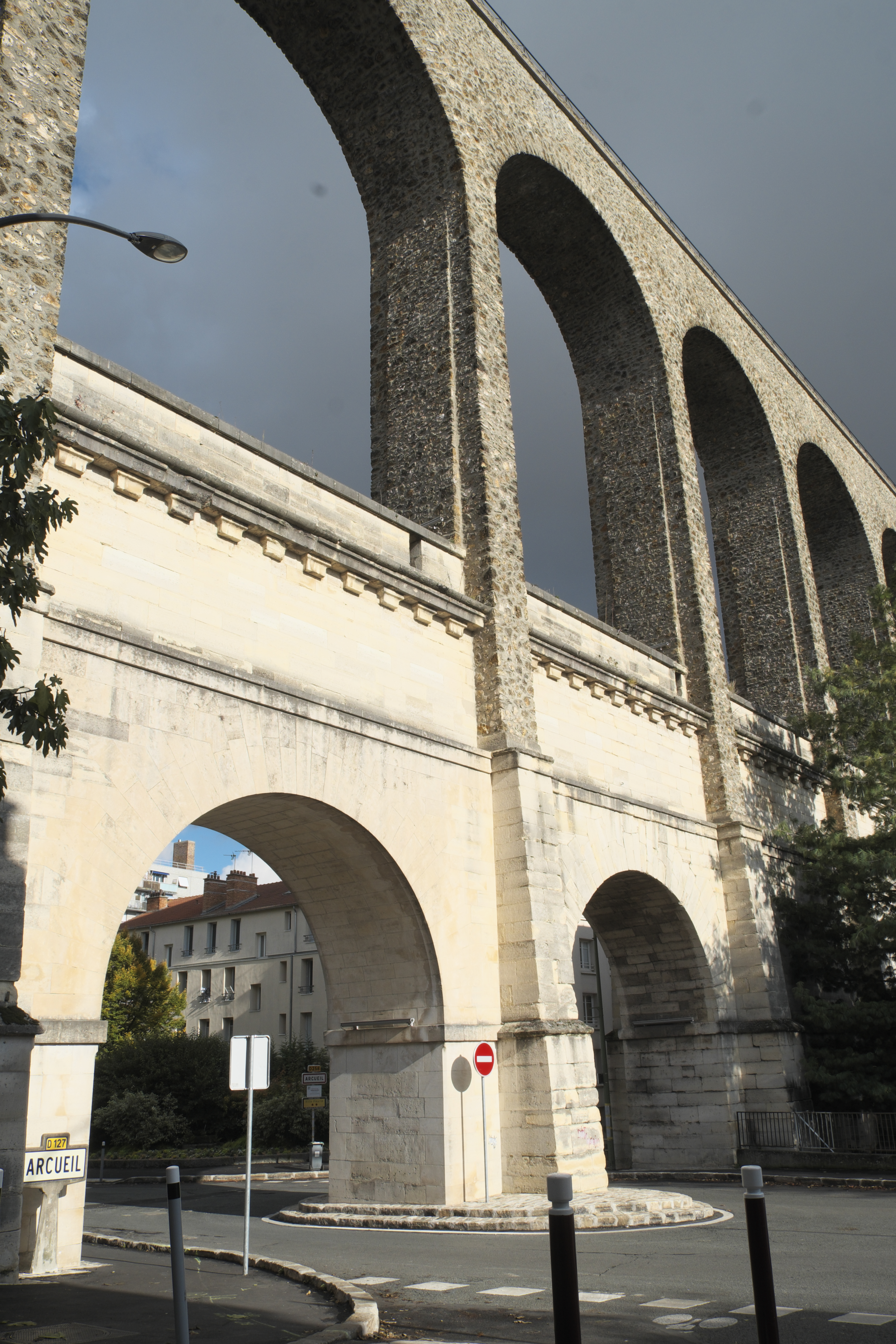
L'aqueduc de Cachan en 2021.

Elle faisait autrefois partie du chemin de circulation départemental n°127. Elle est élargie en 1964.

## Bâtiments remarquables et lieux de mémoire
- Château des Arcs.
- Aqueducs d'Arcueil et de Cachan.

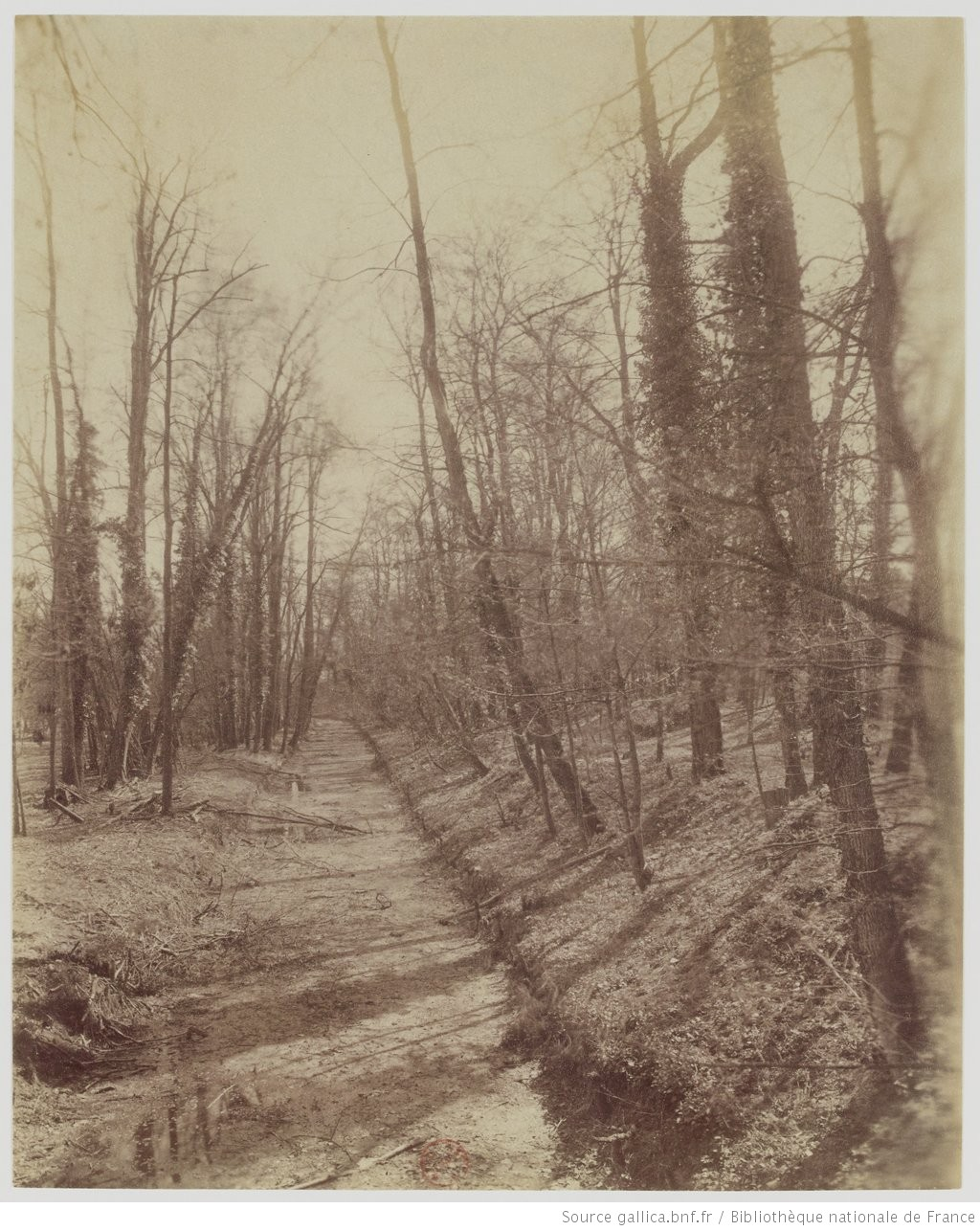
La Bièvre dans le parc de Madame de Provigny, Eugène Atget, 1901.

- Ancien parc de Madame de Provigny, sur lequel passait la Bièvre. C'est aujourd'hui la maison de retraite Cousin-de-Méricourt, classée[5].
- Siège social du groupe Chantelle.
- À l'angle de la rue Gallieni, l'hospice Raspail, datant du XVIIIe siècle, classé[6].
- Il existait un accès vers le cimetière de Cachan qui fut par la suite fermé.
- Au no 24, un immeuble datant du début du XXe siècle[7].